# Micronycteris schmidtorum
Micronycteris schmidtorum är en fladdermusart som beskrevs av Sanborn 1935. Micronycteris schmidtorum ingår i släktet Micronycteris och familjen bladnäsor. IUCN kategoriserar arten globalt som livskraftig. Inga underarter finns listade i Catalogue of Life.
Artepitetet i det vetenskapliga namnet hedrar den amerikanska zoologen Karl Patterson Schmidt.
Arten når en kroppslängd (huvud och bål) av 62 till 66 mm, en svanslängd av 15 till 17 mm och en vikt av 7 till 10 g. Micronycteris schmidtorum har liksom andra medlemmar av samma släkte en hudflik vid näsan (bladet). Öronen är jämförd med hela kroppen stora (cirka 20 mm). Den långa mjuka pälsen har på ovansidan en brun färg men hårens rot är vitaktig. På buken är pälsen ljusgrå till vit.
Denna fladdermus förekommer från södra Mexiko till norra Bolivia och centrala Brasilien. Vid Atlanten fortsätter utbredningsområdet fram till sydöstra Brasilien. Habitatet utgörs av städsegröna och lövfällande skogar.
Individerna vilar i trädens håligheter och ibland i gömställen som skapades av människor. Vid viloplatsen bildas mindre flockar. Arten äter insekter (till exempel nattfjärilar) och troligen några frukter.